# Лин Фонтан
Лин Фонтан (енгл. Lynn Fontanne) је била британска глумица, рођена 6. децебра 1887. године у Вудфорду (УК), а преминула 30. јул 1983. године у Џенеси Дипоу (Висконсин). Номинована је за Оскара за најбољу главну глумицу за улогу у филму Стражар.